# Eobrachyopidae
De Eobrachyopidae zijn een familie van uitgestorven dvinosaurische temnospondyle Batrachomorpha (basale 'amfibieën').
Sjisjkin onderscheidde binnen de Dvinosauroidea een Eobrachyopidae welke Acroplous en Isodectes omvatte. In 2008 vond een analyse dat de groep parafyletisch was, dus geen eigen tak.